# Campiglossa pallidipennis
Campiglossa pallidipennis är en tvåvingeart som först beskrevs av Cresson 1907.  Campiglossa pallidipennis ingår i släktet Campiglossa och familjen borrflugor. Inga underarter finns listade.